# Croisement de ponts
Un croisement de ponts est un incident susceptible de se produire quand un véhicule à quatre roues motrices ou plus franchit un obstacle. Il peut arriver que seules deux roues diagonalement opposées touchent le sol ou aient suffisamment d'adhérence, les différentiels des ponts avant et arrière font que seules les roues ayant le moins d’adhérence tournent, le véhicule est donc immobilisé. 

## Solutions
Divers systèmes peuvent pallier ce problème :
- le blocage de différentiel, qui supprimera l'effet de ceux-ci et fera en sorte de faire tourner toutes les roues à la même vitesse ;
- le différentiel à glissement limité (voir différentiel) ;
- un système d'Antipatinage peut freiner la/les roues inadhérentes ;
- des suspensions avec un plus grand débattement qui permettront le contact de tous les pneumatiques sur un sol accidenté.